# Samir Mammadov
Samir Mammadov (en azéri : Samir Məmmədov) est un boxeur azerbaïdjanais né le 15 mai 1988 à Bakou et combattant dans la catégorie poids mouches (– de 51 kg).

## Carrière
Aux championnats d'Europe 2006, il remporte la médaille d'argent après s'être incliné en finale contre le russe Georgiy Balakshin. Il avait auparavant battu Vincenzo Picardi et Jérôme Thomas.
Aux championnats du monde 2007, il remporte la médaille de bronze après avoir perdu en demi-finale contre l'américain Rau'shee Warren.
En 2008, il participe aux Jeux olympiques de Pékin. Il gagne son premier combat contre le marocain Abdelillah Nhaila, puis perd en huitième de finale contre le thaïlandais Somjit Jongjohor, futur médaillé d'or du tournoi.

## Référence
1. ↑  Résultats des championnats d'Europe 2006